# Hakan Bayraktar
Hakan Bayraktar (ur. 11 lutego 1976 w Samsunie) – piłkarz turecki grający na pozycji defensywnego pomocnika. Od 2011 roku jest zawodnikiem klubu Mersin İdman Yurdu.

## Kariera klubowa
Hakan Bayraktar urodził się w Turcji, jednak karierę piłkarską rozpoczął w Belgii, w klubie KFC Lommel. W latach 1995–1997 był zawodnikiem pierwszej drużyny Lommel. W 1997 roku wrócił do Turcji i został zawodnikiem Gaziantepsporu. W 2000 i 2001 roku zajął z Gaziantepsporem 3. miejsce w Süper Lig, najwyższe w historii klubu.
Latem 2001 Hakan Bayraktar przeszedł do Fenerbahçe SK ze Stambułu. Zadebiutował w nim 11 sierpnia 2001 roku w wygranym 3:0 domowym meczu z Samsunsporem. W sezonie 2001/2002 wywalczył z Fenerbahçe wicemistrzostwo kraju, a w sezonie 2003/2004 został z nim mistrzem Turcji.
Na początku 2004 roku Hakan Bayraktar wrócił do Gaziantepsporu i grał w nim przez pół sezonu. Latem odszedł do klubu Akçaabat Sebatspor. Swój debiut w nim zanotował 8 sierpnia 2004 w spotkaniu z Ankarasporem (1:3). W 2005 roku spadł z Akçaabatem Sebatspor do 1. Lig.
W 2005 roku Hakan Bayraktar został zawodnikiem Sivassporu. Swoje pierwsze spotkanie w Sivassporze rozegrał 11 września 2005 przeciwko Galatasaray SK (0:2). W Sivassporze występował do końca 2006 roku.
Na początku 2007 roku Hakan Bayraktar przeszedł do drugoligowego Malatyasporu. Po zakończeniu sezonu 2007/2008 odszedł do Diyarbakırsporu, innego klubu z 1. Lig. W 2008 roku ponownie został zawodnikiem Gaziantepsporu, w którym spędził dwa sezony. Natomiast w sezonie 2010/2011 grał w Samsunsporze, w drugiej lidze.
Latem 2011 Hakan Bayraktar przeszedł do beniaminka tureckiej Süper Lig, Mersin İdman Yurdu.
| Sezon   | Klub               | Kraj   | Rozgrywki     | Mecze | Bramki |
| ------- | ------------------ | ------ | ------------- | ----- | ------ |
| 1995/96 | KFC Lommel         | Belgia | Eerste klasse | 0     | 0      |
| 1996/97 | KFC Lommel         | Belgia | Eerste klasse | 5     | 0      |
| 1997/98 | Gaziantepspor      | Turcja | Süper Lig     | 1     | 0      |
| 1998/99 | Gaziantepspor      | Turcja | Süper Lig     | 15    | 1      |
| 1999/00 | Gaziantepspor      | Turcja | Süper Lig     | 30    | 0      |
| 2000/01 | Gaziantepspor      | Turcja | Süper Lig     | 33    | 1      |
| 2001/02 | Fenerbahçe SK      | Turcja | Süper Lig     | 24    | 1      |
| 2002/03 | Fenerbahçe SK      | Turcja | Süper Lig     | 26    | 0      |
| 2003/04 | Fenerbahçe SK      | Turcja | Süper Lig     | 1     | 0      |
| 2003/04 | Gaziantepspor      | Turcja | Süper Lig     | 9     | 0      |
| 2004/05 | Akçaabat Sebatspor | Turcja | Süper Lig     | 28    | 0      |
| 2005/06 | Sivasspor          | Turcja | Süper Lig     | 33    | 1      |
| 2006/07 | Sivasspor          | Turcja | Süper Lig     | 11    | 0      |
| 2006/07 | Malatyaspor        | Turcja | 1. Lig        | 16    | 0      |
| 2007/08 | Diyarbakırspor     | Turcja | 1. Lig        | 26    | 1      |
| 2008/09 | Gaziantepspor      | Turcja | Süper Lig     | 22    | 2      |
| 2009/10 | Gaziantepspor      | Turcja | Süper Lig     | 17    | 0      |
| 2010/11 | Samsunspor         | Turcja | 1. Lig        | 29    | 1      |
| 2011/12 | Mersin İdman Yurdu | Turcja | Süper Lig     |       |        |

## Kariera reprezentacyjna
Swoje jedyne spotkanie w reprezentacji Turcji Hakan Bayraktar rozegrał 28 lutego 2001 roku przeciwko Holandii, w którym padł remis 0:0.